# Adventure of a Lifetime
"Adventure of a Lifetime" is een single van de Engelse rockband Coldplay. Het kwam uit op 6 november 2015 als de leadsingle van hun zevende studioalbum A Head Full of Dreams.
De bijhorende videoclip werd geregisseerd door Mat Whitecross en kwam uit op 27 november 2015.

## Achtergrond
"Adventure of a Lifetime" werd positief ontvangen door muziekcritici. Het werd een commerciële hit en behaalde de zevende plek in de Engelse hitlijsten en de dertiende plek in de Verenigde Staten. In ruim vijftien landen had de single een plek binnen de top 20.

## Tracklijst
| Nr. | Titel                   | Duur |
| --- | ----------------------- | ---- |
| 1.  | Adventure of a Lifetime | 4:24 |

| Nr. | Titel                                | Duur |
| --- | ------------------------------------ | ---- |
| 1.  | Adventure of a Lifetime (radio edit) | 3:43 |

| Nr. | Titel                                  | Duur |
| --- | -------------------------------------- | ---- |
| 1.  | Adventure of a Lifetime (Matoma remix) | 4:11 |

## Hitnoteringen

### Nederlandse Top 40
| Hitnotering: 21-11-2015 t/m 09-04-2016 | Hitnotering: 21-11-2015 t/m 09-04-2016 | Hitnotering: 21-11-2015 t/m 09-04-2016 | Hitnotering: 21-11-2015 t/m 09-04-2016 | Hitnotering: 21-11-2015 t/m 09-04-2016 | Hitnotering: 21-11-2015 t/m 09-04-2016 | Hitnotering: 21-11-2015 t/m 09-04-2016 | Hitnotering: 21-11-2015 t/m 09-04-2016 | Hitnotering: 21-11-2015 t/m 09-04-2016 | Hitnotering: 21-11-2015 t/m 09-04-2016 | Hitnotering: 21-11-2015 t/m 09-04-2016 | Hitnotering: 21-11-2015 t/m 09-04-2016 | Hitnotering: 21-11-2015 t/m 09-04-2016 | Hitnotering: 21-11-2015 t/m 09-04-2016 | Hitnotering: 21-11-2015 t/m 09-04-2016 | Hitnotering: 21-11-2015 t/m 09-04-2016 | Hitnotering: 21-11-2015 t/m 09-04-2016 | Hitnotering: 21-11-2015 t/m 09-04-2016 | Hitnotering: 21-11-2015 t/m 09-04-2016 | Hitnotering: 21-11-2015 t/m 09-04-2016 | Hitnotering: 21-11-2015 t/m 09-04-2016 | Hitnotering: 21-11-2015 t/m 09-04-2016 | Hitnotering: 21-11-2015 t/m 09-04-2016 |
| Week:                                  | 1                                      | 2                                      | 3                                      | 4                                      | 5                                      | 6                                      | 7                                      | 8                                      | 9                                      | 10                                     | 11                                     | 12                                     | 13                                     | 14                                     | 15                                     | 16                                     | 17                                     | 18                                     | 19                                     | 20                                     | 21                                     |                                        |
| -------------------------------------- | -------------------------------------- | -------------------------------------- | -------------------------------------- | -------------------------------------- | -------------------------------------- | -------------------------------------- | -------------------------------------- | -------------------------------------- | -------------------------------------- | -------------------------------------- | -------------------------------------- | -------------------------------------- | -------------------------------------- | -------------------------------------- | -------------------------------------- | -------------------------------------- | -------------------------------------- | -------------------------------------- | -------------------------------------- | -------------------------------------- | -------------------------------------- | -------------------------------------- |
| Positie:                               | 21                                     | 17                                     | 12                                     | 9                                      | 8                                      | 8                                      | 9                                      | 9                                      | 10                                     | 11                                     | 11                                     | 13                                     | 15                                     | 15                                     | 20                                     | 23                                     | 25                                     | 30                                     | 35                                     | 36                                     | 40                                     | uit                                    |

### NederlandseSingle Top 100
| Hitnotering (week 1 t/m 27): 14-11-2015 t/m 14-05-2016 Hitnotering (week 28 t/m 29): 02-07-2016 t/m 09-07-2016 | Hitnotering (week 1 t/m 27): 14-11-2015 t/m 14-05-2016 Hitnotering (week 28 t/m 29): 02-07-2016 t/m 09-07-2016 | Hitnotering (week 1 t/m 27): 14-11-2015 t/m 14-05-2016 Hitnotering (week 28 t/m 29): 02-07-2016 t/m 09-07-2016 | Hitnotering (week 1 t/m 27): 14-11-2015 t/m 14-05-2016 Hitnotering (week 28 t/m 29): 02-07-2016 t/m 09-07-2016 | Hitnotering (week 1 t/m 27): 14-11-2015 t/m 14-05-2016 Hitnotering (week 28 t/m 29): 02-07-2016 t/m 09-07-2016 | Hitnotering (week 1 t/m 27): 14-11-2015 t/m 14-05-2016 Hitnotering (week 28 t/m 29): 02-07-2016 t/m 09-07-2016 | Hitnotering (week 1 t/m 27): 14-11-2015 t/m 14-05-2016 Hitnotering (week 28 t/m 29): 02-07-2016 t/m 09-07-2016 | Hitnotering (week 1 t/m 27): 14-11-2015 t/m 14-05-2016 Hitnotering (week 28 t/m 29): 02-07-2016 t/m 09-07-2016 | Hitnotering (week 1 t/m 27): 14-11-2015 t/m 14-05-2016 Hitnotering (week 28 t/m 29): 02-07-2016 t/m 09-07-2016 | Hitnotering (week 1 t/m 27): 14-11-2015 t/m 14-05-2016 Hitnotering (week 28 t/m 29): 02-07-2016 t/m 09-07-2016 | Hitnotering (week 1 t/m 27): 14-11-2015 t/m 14-05-2016 Hitnotering (week 28 t/m 29): 02-07-2016 t/m 09-07-2016 | Hitnotering (week 1 t/m 27): 14-11-2015 t/m 14-05-2016 Hitnotering (week 28 t/m 29): 02-07-2016 t/m 09-07-2016 | Hitnotering (week 1 t/m 27): 14-11-2015 t/m 14-05-2016 Hitnotering (week 28 t/m 29): 02-07-2016 t/m 09-07-2016 | Hitnotering (week 1 t/m 27): 14-11-2015 t/m 14-05-2016 Hitnotering (week 28 t/m 29): 02-07-2016 t/m 09-07-2016 | Hitnotering (week 1 t/m 27): 14-11-2015 t/m 14-05-2016 Hitnotering (week 28 t/m 29): 02-07-2016 t/m 09-07-2016 | Hitnotering (week 1 t/m 27): 14-11-2015 t/m 14-05-2016 Hitnotering (week 28 t/m 29): 02-07-2016 t/m 09-07-2016 | Hitnotering (week 1 t/m 27): 14-11-2015 t/m 14-05-2016 Hitnotering (week 28 t/m 29): 02-07-2016 t/m 09-07-2016 |
| Week: | 1 | 2 | 3 | 4 | 5 | 6 | 7 | 8 | 9 | 10 | 11 | 12 | 13 | 14 | 15 | 16 |
| --- | --- | --- | --- | --- | --- | --- | --- | --- | --- | --- | --- | --- | --- | --- | --- | --- |
| Positie: | 21 | 36 | 30 | 19 | 14 | 11 | 14 | 16 | 14 | 15 | 18 | 19 | 23 | 21 | 30 | 29 |
| Week: | 17 | 18 | 19 | 20 | 21 | 22 | 23 | 24 | 25 | 26 | 27 | | 28 | 29 | | |
| Positie: | 28 | 33 | 35 | 39 | 38 | 41 | 43 | 51 | 57 | 75 | 90 | uit | 61 | 96 | uit | |

### VlaamseUltratop 50
| Hitnotering: 14-11-2015 t/m 12-03-2016 | Hitnotering: 14-11-2015 t/m 12-03-2016 | Hitnotering: 14-11-2015 t/m 12-03-2016 | Hitnotering: 14-11-2015 t/m 12-03-2016 | Hitnotering: 14-11-2015 t/m 12-03-2016 | Hitnotering: 14-11-2015 t/m 12-03-2016 | Hitnotering: 14-11-2015 t/m 12-03-2016 | Hitnotering: 14-11-2015 t/m 12-03-2016 | Hitnotering: 14-11-2015 t/m 12-03-2016 | Hitnotering: 14-11-2015 t/m 12-03-2016 | Hitnotering: 14-11-2015 t/m 12-03-2016 | Hitnotering: 14-11-2015 t/m 12-03-2016 | Hitnotering: 14-11-2015 t/m 12-03-2016 | Hitnotering: 14-11-2015 t/m 12-03-2016 | Hitnotering: 14-11-2015 t/m 12-03-2016 | Hitnotering: 14-11-2015 t/m 12-03-2016 | Hitnotering: 14-11-2015 t/m 12-03-2016 | Hitnotering: 14-11-2015 t/m 12-03-2016 | Hitnotering: 14-11-2015 t/m 12-03-2016 | Hitnotering: 14-11-2015 t/m 12-03-2016 |
| Week:                                  | 1                                      | 2                                      | 3                                      | 4                                      | 5                                      | 6                                      | 7                                      | 8                                      | 9                                      | 10                                     | 11                                     | 12                                     | 13                                     | 14                                     | 15                                     | 16                                     | 17                                     | 18                                     |                                        |
| -------------------------------------- | -------------------------------------- | -------------------------------------- | -------------------------------------- | -------------------------------------- | -------------------------------------- | -------------------------------------- | -------------------------------------- | -------------------------------------- | -------------------------------------- | -------------------------------------- | -------------------------------------- | -------------------------------------- | -------------------------------------- | -------------------------------------- | -------------------------------------- | -------------------------------------- | -------------------------------------- | -------------------------------------- | -------------------------------------- |
| Positie:                               | 22                                     | 15                                     | 11                                     | 9                                      | 10                                     | 8                                      | 15                                     | 5                                      | 5                                      | 6                                      | 8                                      | 7                                      | 13                                     | 15                                     | 36                                     | 49                                     | 48                                     | 47                                     | uit                                    |

### NPO Radio 2 Top 2000
| Nummer met noteringen in de NPO Radio 2 Top 2000 | '15  | '16 | '17 | '18 | '19  | '20  | '21  | '22  | '23  | '24  |
| ------------------------------------------------ | ---- | --- | --- | --- | ---- | ---- | ---- | ---- | ---- | ---- |
| Adventure of a Lifetime                          | 1642 | 577 | 885 | 890 | 1142 | 1135 | 1334 | 1105 | 1003 | 1251 |

1. ↑  Een vetgedrukt getal geeft de hoogste notering aan.
2. ↑  2015 was het eerste jaar met een notering voor dit nummer.